# Ludwig-Holger Pfahls
Ludwig-Holger Pfahls (Luckenwalde, 13 december 1942) is een Duits politicus en was een hoog ambtenaar. Hij speelde een belangrijke rol in het CDU-partijfinancieringschandaal in 1999 en 2000.

## Achtergrond
De zoon van een militair studeerde rechten en behoorde tot 1974 tot de magistratuur van het hoogste Beierse gerecht, het 'Bayerische Oberste Landesgericht', eerst als rechter, dan als procureur inzake economische misdrijven.

## Politieke loopbaan
In 1974 ging Pfahls over naar het Beierse Ministerie voor Milieu, in 1976 werd hij secretaris in de Beierse Staatskanselarij, waar hij door Franz Josef Strauß opgemerkt werd. Strauß benoemde hem in 1978 tot zijn persoonlijke secretaris, en in 1981 nam Pfahls de leiding van het bureau van de minister-president op zich.
In 1985 werd Pfahls voorzitter van het Bundesamt für Verfassungsschutz, en in 1987 haalde de toenmalige minister van Landsverdediging Manfred Wörner (CDU) hem in zijn team, waar Pfahls verantwoordelijk werd voor bewapeningscontrole, aankoop en export van wapens. Later werd Pfahls verweten in de uitoefening van deze functie corrupt geweest te zijn, voordelen te hebben aangenomen en belastingen te hebben ontdoken.
In 1992 verliet Pfahls blijkbaar vrijwillig de ambtenarij. Er bestonden echter speculaties over zijn verwikkelingen in onregelmatige, geheime leveringen van wapens uit de bestanden van de ex-DDR aan Israël (het zou om de "Kalasjnikov AK-74" gaan).
Pfahls sloot zich bij een advocatenkantoor in München aan, en werkte als volmachtdrager voor de Daimler-Benz AG (later DaimlerChrysler AG) in België en in Singapore (zie ook 'De verwijten').

## De verwijten
Ludwig-Holger Pfahls werd verweten in verschillende gevallen smeergeld, samen meerdere miljoenen euro, ontvangen te hebben om politieke beslissingen inzake wapenhandel te beïnvloeden, en/of om de uitvoering in de zin van lobbyisten te vergemakkelijken. Bovendien had hij op de ontvangen sommen geen belastingen betaald.

### Levering van pantservoertuigen aan Saoedi-Arabië
In 1991 leverde Duitsland 36 ABC-Spürpanzer Fuchs (een Armoured personnel carrier) uit de bestanden van de Bundeswehr aan Saoedi-Arabië. Pfahls werd verweten ongeveer 1,8 miljoen euro van Karlheinz Schreiber, een lobbyist, ontvangen te hebben om deze levering mogelijk te maken (corruptie, voordeelname). Bovendien heeft hij de ontvangen sommen niet bij de belastingen aangegeven (belastingontduiking).

### Verkoop van Leuna-Minol
In 1990-1991 werden, als onderdeel van de privatisering van het staatsbezit van de ex-DDR de  raffinaderij Leuna en de benzinestationsketen Minol aan het Franse Elf Aquitaine verkocht. In samenhang met deze transacties zouden miljoenen euro steekpenningen aan Duitse politici en partijen betaald zijn, en Pfahls zou hierbij een centrale rol gespeeld hebben. Volgens onderzoek van het openbaar ministerie in Genève zou tussen 1987 en 1997 ongeveer 130 miljoen euro tussen Liechtensteinse trusts, Zwitserse en Luxemburgse banken, en offshore-firma's op Antigua en in Panama witgewassen zijn. De implicatie van Duitse politici en partijen bleef onduidelijk, maar de Franse justitie identificeerde twee betalingen, 3,6 miljoen DM op 18 maart 1993 en 1,5 miljoen DM op 19 maart 1993 op geheime Luxemburgse rekeningen die Pfahls toegerekend worden. Het is niet duidelijk of Pfahls de eindbestemming was, noch waar het geld uiteindelijk terechtgekomen is.

### Andere
In 1994 brachten journalisten aan het licht dat Pfalhs zich in zijn tijd als staatssecretaris ook al actief had ingezet voor de belangen van de Daimler-Benz AG en de dochteronderneming DASA (later omgevormd tot EADS), onder meer bij de aankoop van de Eurofighter.

## Rechtszaak omtrent de pantservoertuigen

### Vlucht en arrestatie
Op 22 april 1999 vaardigde de rechtbank van Augsburg een arrestatiebevel tegen Pfahls uit. In een uitzonderlijk gebruikte procedure liet de procureur-generaal van München, onder leiding van Hermann Froschauer, het arrestatiebevel echter schorsen. Dit veroorzaakte heel wat opzien, er werd van politieke beïnvloeding gesproken.
Gebruikmakend van de schorsing van het arrestatiebevel verliet Pfahls Duitsland begin mei, en reisde naar Taiwan, waarmee Duitsland geen uitleveringsverdrag heeft. Op 6 juni 1999 verloor men zijn spoor in Taipei. Veel duidt erop dat hij naar Hongkong gevlucht is.
Op 20 november 2001 plaatste het Bundeskriminalamt (BKA) Pfahls op de lijst van Interpol met internationaal gezochte personen. Op 5 december legde de procureur van Augsburg een officiële klacht wegens corruptie en belastingontduiking neer tegen de voortvluchtige, dit om verjaring te voorkomen.
Op 13 juli 2004 werd Pfahls in Parijs gearresteerd. Aanvankelijk verzette hij zich tegen de door Duitsland gevraagde uitlevering, maar later stemde hij in. Hij werd op 20 januari 2005 in Forbach aan de Duitse justitie overgedragen.

### De veroordeling
Op 28 juni 2005 begon het proces wegens corruptie, voordeelname en belastingontduiking in eerste aanleg voor de 10e strafkamer van het Landgericht Augsburg.
Nog dezelfde dag legde Pfahls, via zijn advocaat, een uitgebreide bekentenis af inzake voordeelname en belastingontduiking. Vooraf was met de rechtbank een afspraak gemaakt: in geval van bekentenis en volledige medewerking zou een straf van maximaal 2 jaar en 3 maanden uitgesproken worden.
Pfahls gaf toe van de naar Canada gevluchte lobbyist Karlheinz Schreiber 1,8 miljoen euro smeergeld gekregen te hebben, en de belastingen hierop ontdoken te hebben. Schreiber had de som betaald om de pantservoertuigendeal met Saoedi-Arabië te faciliteren. Pfahls verweerde zich echter tegen de beschuldiging van corruptie. Hij zou geen invloed gehad hebben op de beslissing tot levering van de pantservoertuigen. Het openbaar ministerie bleef echter bij deze beschuldiging.
Op 12 augustus 2005 werd Ludwig-Holger Pfahls tot twee jaar en drie maanden gevangenisstraf veroordeeld. De rechtbank sprak de 62 jaar oude verdachte schuldig aan het onrechtmatig aannemen van voordelen en belastingontduiking. De hoogte van de straf kwam overeen met de afspraak die bij aanvang van het proces gemaakt was.
Pfahls verklaarde deze veroordeling te willen aanvechten. Advocaat Volker Hoffmann kondigde aan dat hij beroep zou aantekenen. Hierdoor werd het oordeel nog niet rechtskrachtig. Pfahls bleef echter in de gevangenis, daar de rechtbank de voortzetting van het aanhoudingsbevel bevolen had. Hij werd opgesloten in de gevangenis van Augsburg.
In het oordeel bevestigde de rechtbank dat Pfahls niet omgekocht was. Hij had weliswaar van zijn politiek ambt misbruik gemaakt om de wapenhandel van Schreiber te ondersteunen en voor een vlotte afloop van de deals te zorgen, maar had geen acties ondernomen die niet in overeenstemming met zijn normale plichten waren, of die een onregelmatigheid zouden betekenen.
Tijdens de laatste dagen van het proces liet het openbaar ministerie de aanvankelijke beschuldiging van corruptie vallen. Verschillende getuigen – onder meer de vroegere ministers van buitenlandse zaken Hans-Dietrich Genscher en Klaus Kinkel, beide FDP, en oud-kanselier Helmut Kohl (CDU) – hadden verklaard dat Pfahls geen invloed had kunnen nemen op de beslissing om in 1991 pantservoertuigen aan Saoedi-Arabië te leveren. Door het ontbreken van beslissingsmacht kon de beschuldiging van corruptie niet gehandhaafd worden.
Grote winnaar van dit proces was eigenlijk oud-kanselier Helmut Kohl, die hier duidelijk kon maken dat zijn regering (tenminste in de zaak van de levering van de pantservoertuigen) niet corrupt was.
Op 28 augustus had Pfahls de helft van zijn straf uitgezeten (rekening houdend met zijn uitleveringshechtenis in Frankrijk en de voorlopige hechtenis in Duitsland), en vanaf dan kan een veroordeelde in Duitsland voorlopig vrij komen. Op 29 augustus vroegen zijn advocaten de voorlopige invrijheidstelling aan, en de volgende dag maakte de rechtbank de vrijlating op 1 september bekend. Ook hier leek het erop dat er met de rechtbank een akkoord gesloten was: Pfahls trok zijn ondertussen aangetekend beroep tegen het vonnis van 12 augustus in. Hierdoor werd zijn veroordeling rechtskrachtig.
Op 1 september 2005 kwam Pfahls onder bijzondere voorwaarden voorlopig vrij. Hij mocht het land niet verlaten, moest een vaste verblijfplaats nemen en zich wekelijks bij de politie melden. Reporters, fotografen en tv-teams die de vrijlating wilden verslaan wachtten tevergeefs: Pfahls was op 31 augustus naar een andere gevangenis overgebracht. 's Middags gaf Pfahls een persconferentie. Hij verklaarde dat zijn vlucht het domste was dat hij in zijn leven gedaan heeft, dat hij over geen financiële middelen meer beschikte (hij had een grote belastingschuld), dat hij hoopt dat zijn vrienden hem zouden helpen (Schreiber hoorde daar niet bij), dat hij waarschijnlijk weer als jurist aan de slag wou, en dat hij zeker niet meer politiek actief zou worden.